# Constantin Varga
Constantin Varga (Temesvár, 1964. szeptember 18. –) román válogatott labdarúgó.

## Mérkőzései a román válogatottban
| #  | Dátum               | Ellenfél  | Eredmény | Kiírás                            | Esemény |
| -- | ------------------- | --------- | -------- | --------------------------------- | ------- |
| ?  | 1992. június 28.    | Szlovákia | 2 – 2    | nem-hivatalos barátságos mérkőzés | 46'     |
| ?  | 1992. július 1.     | Kína      | 3 – 0    | nem-hivatalos barátságos mérkőzés |         |
| 1. | 1992. augusztus 26. | Mexikó    | 2 – 0    | barátságos mérkőzés               | 44'     |

## Sikerei, díjai
- FC Dinamo București:
  - Román labdarúgó-bajnokság bronzérmes: 1994-95